# Tatrang (folyó)
A Tatrang folyó Erdélyben, a Feketeügy bal oldali mellékvize. Román neve: Râul Tărlung, régi német neve Tartlau.

## Leírása
A Tatrang folyó a Brassói-havasokban, Brassó megye délkeleti határán, a Bodzai-hegycsoportban ered. Észak felé, majd az ósánci szoroson át északnyugat felé folyik, Hosszúfalunál a barcasági lapályra lép ki és Bodolától kezdve Háromszék vármegye határát jelölve, Bikfalva közelében a Feketeügybe szakad.
Hosszúsága 50 kilométer, Bodolánál jobb felől felveszi a Zajzon vizét is.

## Története
Neve úz személynévi eredetű. Az oklevelekben 1211-ben Tortillou, Tertillou néven tűnt fel először. Későbbi névváltozatai: 1366-ban Tartlaud alakban a folyó német nevében, mint a Barcaság határát jelölő folyó neveként (Gy  1:  821/4,  831), 1541-ben fluvius Tattrang, 1808-ban fluvius Tatrang (Tartlau –  Tărlung) Brassó-vidék formában tűnt fel.

## Települések a folyó mellett
- Hosszúfalu
- Tatrang
- Bodola
- Bikfalva